# فلادو باراديك
فلادو باراديك (من مواليد 21 فبراير 1967)؛ هو لاعب جودو بوسني.شارك في أولمبياد صيف 1992 .

## روابط خارجية
- فلادو باراديك على موقع JudoInside.com (الإنجليزية)
- فلادو باراديك على موقع أوليمبيديا (الإنجليزية)